# Mas Pagès (Regencós)
El Mas Pagès és una obra de Regencós (Baix Empordà) inclosa a l'Inventari del Patrimoni Arquitectònic de Catalunya.

## Descripció
Edifici situat als afores del poble de Regencós, cap al sud al costat de la carretera que va a Palafrugell, i a la vora de la riera dels Molins. Està compost per un primer nucli, del segle xvii, cobert a dues aigües, i d'uns altres cossos adossats posteriorment al voltant d'aquell nucli. L'estructura portant de tot, és de pedra i morter de calc, i les cobertes estan fetes amb teula àrab.